# Ричард Е. Грант
Ричард Грант Естерхујсен (енгл. Richard Grant Esterhuysen; рођен 5. маја 1957. у Мбабанеу, Британски Свазиленд), професионално познат као Ричард Е. Грант (енгл. Richard E. Grant) је енглески глумац. Филмски деби имао је као Витнејл у комедији Витнејл и ја (1987), а имао је и запажене улоге у филмовима попут Како напредовати у маркетингу (1989), Вештац (1989), Хенри и Џун (1990), Хадсон Хок (1991), Играч (1992), Дракула Брема Стокера (1992), Доба невиности (1993), Спајс свет (1997), Госфорд Парк (2001), Челична дама (2011), Мафијашки телохранитељ (2017) и Логан (2017). Појављује се и у филму Ратови звезда: Успон Скајвокера (2019).
Освојио је неколико награда критичара као што је Награда Удружења филмских глумаца, а номинован је и за престижне награде Удружења филмских глумаца, БАФТА, Златни глобус као и за награду Академије за најбољег споредног глумца за улогу Џека Хока у филму Можете ли ми икада опростити? (2018).